# Klaus (film)
Klaus is een Spaanse Engelstalige film  uit 2019, geschreven en geregisseerd door Sergio Pablos.

## Verhaal
Wanneer Jesper de opleiding voor postbodes als slechtste student ooit verlaat, wordt hij gestationeerd in een eenzame stad ten noorden van de poolcirkel, waar de ruziënde bewoners nauwelijks met elkaar praten. Jesper staat op het punt op te geven wanneer hij Klaus ontmoet, een mysterieuze timmerman die alleen woont in een hut vol handgemaakt speelgoed. Er ontstaat een vriendschap en ze besluiten om speelgoed weg te geven aan kinderen.

## Rolverdeling

### Engelse Stemmen
| Acteur            | Personage        |
| ----------------- | ---------------- |
| Jason Schwartzman | Jesper Johansson |
| J. K. Simmons     | Klaus            |
| Rashida Jones     | Alva             |
| Joan Cusack       | Mrs. Krum        |
| Will Sasso        | Mr. Ellingboe    |
| Norm Macdonald    | Mogens           |

### Nederlandse Stemmen
| Acteur                 | Personage         |
| ---------------------- | ----------------- |
| Henry van Loon         | Jesper Johanneson |
| Frank Lammers          | Klaus             |
| Birgit Schuurman       | Alva              |
| Marloes van den Heuvel | Mevrouw Krum      |
| Stan Limburg           | Meneer Ellingboe  |
| Sander de Heer         | Mogens            |

## Ontvangst

### Recensies
Op Rotten Tomatoes geeft 94% van de 67 recensenten de film een positieve recensie, met een gemiddelde score van 7,60/10. Website Metacritic komt tot een score van 65/100, gebaseerd op 13 recensies, wat staat voor "Generally favorable reviews" (over het algemeen gunstige recensies)

### Prijzen en nominaties
Een selectie:
| Jaar | Prijs                                   | Categorie              | Genomineerde                                                          | Resultaat   |
| ---- | --------------------------------------- | ---------------------- | --------------------------------------------------------------------- | ----------- |
| 2020 | Premios Goya (34ste uitreiking)         | Beste animatiefilm     | Klaus                                                                 | Genomineerd |
| 2020 | Premios Goya (34ste uitreiking)         | Beste origineel nummer | Caroline Pennell, Jussi Ilmari Karvinen, Justin Tranter ("Invisible") | Genomineerd |
| 2020 | Academy Awards (92ste uitreiking)       | Beste animatiefilm     | Klaus                                                                 | Genomineerd |
| 2020 | Europese Filmprijzen (33ste uitreiking) | Beste animatiefilm     | Klaus                                                                 | Genomineerd |